# اشکودا اکتاویا
اشکودا اکتاویا (Škoda Octavia) خودرویی است که از سال ۱۹۹۶ تا کنون تولید شده‌است.
این خودرو در کلاس خودرو کامپکت قرار گرفته، طراحی آن موتور جلو، خودرو محور جلو، خودرو چهار چرخ محرک بوده است.